# Shū Kameshima
Shū Kameshima (japanisch 亀島 周 Kameshima Shū; * 21. April 1993 in der Präfektur Hiroshima) ist ein japanischer Fußballspieler.

## Karriere
Kameshima erlernte das Fußballspielen in der Jugendmannschaft von Sanfrecce Hiroshima und spielte bei den Universitätsmannschaften der Ryūtsū-Keizai-Universität, dem FC und den Dragons. 
Seinen ersten Vertrag unterschrieb er 2016 bei Gainare Tottori. Der Verein spielte in der dritthöchsten Liga des Landes, der J3 League. Für den Verein absolvierte er 24 Ligaspiele. 2018 wechselte er zu Tokyo 23 FC, die ihn im Januar 2020 entließen. 
Seit August 2020 ist Kameshima bei Tokyo United FC unter Vertrag.